# Something New (EP Kim Tae-yeon)
Something New è il quarto EP della cantante sudcoreana Kim Tae-yeon, pubblicato il 18 giugno 2018.

## Tracce
1. Something New – 3:20 (testo: Ji Yu-ri – musica: Dem Jointz, Macy Maloy, Ryan S. Jhun)
2. All Night Long (feat. Lucas degli NCT) (저녁의 이유 Reason for the Evening) – 3:42 (Kenzie)
3. Baram X3 (바람 바람 바람) – 3:28 (testo: Jo Yoon-kyung – musica: Karen Poole, Sonny J. Mason, Emily Warren)
4. One Day (너의 생일 Your Birthday) – 3:30 (testo: Jo Yoon-kyung – musica: Mike Woods (Rice n' Peas), Kevin White (Rice n' Peas), MZMC, Andrew Bazzi (Rice n' Peas & The Heavy Group), Kiana Brown (The Heavy Group), Yinette Claudette Mendez)
5. Circus – 3:54 (testo: Jo Yoon-kyung – musica: Denniz Jamm, Allison Kaplan, Le'mon (Joombas))
6. Something New (Instrumental) – 2:59